# Le Poët-en-Percip
Le Poët-en-Percip – miejscowość i gmina we Francji, w regionie Owernia-Rodan-Alpy, w departamencie Drôme.
Według danych na rok 1990 gminę zamieszkiwało 17 osób, a gęstość zaludnienia wynosiła 3 osób/km² (wśród 2880 gmin regionu Rodan-Alpy Le Poët-en-Percip plasuje się na 1597. miejscu pod względem liczby ludności, natomiast pod względem powierzchni na miejscu 1460.).